# ビクター・エスピノーザ
ビクター・エスピノーザ（Victor Espinoza、1972年5月23日 - ）は、メキシコ・イダルゴ州出身で主にアメリカ合衆国で騎乗している騎手である。兄は騎手のホゼ・エスピノーザと元騎手のレオ・エスピノーザ。香港における名前の中文表記は「伊偉舵」。

## 来歴
実家が農場であったため幼い頃から乗馬をしていた。しかし、子どもの頃は馬が怖く、将来、自分が騎手になるとは夢にも思わなかったという。その後、バスの運転手など様々な職業を経験し、たまたま立ち寄った競馬場でレースを見たことが契機となり、競馬の世界に足を踏み入れた。この時を振り返って本人は「当時は特別にやりたい仕事もなかったので、とりあえずという軽い気持ちで騎手になった」と発言している。
デビュー以来、順調に勝ち星を伸ばし続け、現在アメリカで最大の激戦区といわれる西海岸地区でトップクラスの活躍をしている。
1992年、20歳の時、メキシコで騎手デビュー。1993年にアメリカ西海岸に移り、同年ベイメドウズ競馬場の見習騎手リーディングとなる。1994年はゴールデンゲート競馬場で、1996年から1997年にはフェアプレックス競馬場のリーディングジョッキーに輝く。2000年、西海岸地区の中でも特にレベルが高いとされるハリウッドパーク競馬場のリーディングジョッキーとなる。
2002年、アメリカ競馬三冠競走のうちケンタッキーダービー、プリークネスステークスをウォーエンブレムに騎乗し制した。
2006年、短期免許で2002年に来日した際（下記参照）の身元引受人だった藤沢和雄調教師の管理馬であるダンスインザムードでキャッシュコールマイル招待ステークスを制した。「藤沢調教師の管理馬で勝つことができてとても嬉しく思います。」といったコメントを残した。
2006年9月4日、デルマー競馬場で7勝をあげ、一日の勝利記録を更新した。従来はウィリー・シューメーカーらの6勝であった。
2008年10月25日、ブリーダーズカップ・クラシックにカジノドライヴ（藤沢和雄厩舎）に騎乗し挑んだが、最下位の12着に敗れた。
2014年はカリフォルニアクロームとのコンビでケンタッキーダービー、プリークネスステークスの米クラシック2冠を制覇した（3冠目のベルモントステークスは4着）。
2015年6月6日、アメリカンファラオに騎乗し、37年ぶりにアメリカクラシック三冠を達成（11頭目）。
2016年3月26日、カリフォルニアクロームとのコンビで前年2着のドバイワールドカップに再挑戦して優勝。

### 来日歴
2001年、第15回ワールドスーパージョッキーズシリーズに参戦するため初めて来日する。中央競馬（JRA）初騎乗は単勝4番人気のワンダーシアトルに騎乗し8着だった。ゴールデンサドルトロフィーで単勝7番人気だったゼンノスピリットで勝利しJRA初勝利をあげるなどの活躍をみせ、51点で2位となった。また第53回阪神ジュベナイルフィリーズにも出走し、JRAGI初騎乗を果たした（17着）。
2002年9月21日から11月20日まで初めてJRAの短期免許を取得した。身元引受人は藤沢和雄調教師と大迫忍。しかし、9月28日の競走中に斜行し騎乗停止になるなど目立った活躍はなかった。
2003年、第23回ジャパンカップに出走するサラファンと共に来日するも単勝13番人気で17着に終わった。
2008年、2月に6年ぶりにJRAの短期免許を取得して来日する予定であったが、サンタアニタ競馬場の排水トラブルの影響を受け、最終的に日程の調整ができなかったために来日を断念した。なお身元引き受けは藤沢和雄厩舎だった。2016年にも、ワールドオールスタージョッキーズ騎乗のため来日予定であったが、渡航に必要な書類を紛失したために来日を断念した（この影響で、岩田康誠が繰り上がり出場となった）。

## 主な騎乗馬
- Early Pioneer/アーリーパイオニア（2000年ハリウッドゴールドカップハンデキャップステークス）
- Spain/スペイン（2000年ブリーダーズカップ・ディスタフ）
- War Emblem/ウォーエンブレム（2002年ケンタッキーダービー、プリークネスステークスなど）
- Sothern Image/サザンイミッジ（2004年サンタアニタハンデキャップ）
- The Tin Man/ザティンマン（2006年アーリントンミリオンステークス）
- ダンスインザムード（2006年キャッシュコールマイル招待ステークス）
- アサヒライジング（2006年アメリカンオークス2着）
- California Chrome/カリフォルニアクローム(2014年サンタアニタダービー、ケンタッキーダービー、プリークネスステークス、ハリウッドダービー、2016年ドバイワールドカップ)
- American Pharoah/アメリカンファラオ（2015年アーカンソーダービー、ケンタッキーダービー、プリークネスステークス、ベルモントステークス、ブリーダーズカップ・クラシック）
- Stellar Wind/ステラーウインド（2015年サンタアニタオークス、2016・2017年クレメント・L・ハーシュステークス、ゼニヤッタステークス、2017年アップルブロッサムハンデキャップ、ビホルダーマイルステークス）
- Accelerate/アクセラレート（2018年サンタアニタハンデキャップ、ゴールドカップアットサンタアニタステークス）